# Ruandski genocid
Ruandski genocid je bil genocidni pokol Tutsijev in zmernih Hutujcev v Ruandi leta 1994. V času od 7. aprila do sredine julija leta 1994 je bilo pobitih od 800.000 do nekaj več kot milijon ljudi. Genocid so načrtovali pripadniki osrednje politične elite, imenovane Akazu, izvršili pa so ga pripadniki ruandske vojske in žandarmerije ter hutujske paravojaške milice, kot sta Interahamwe in Impuzamugambi. Zaradi neustreznega odziva na dogodek so bile močno kritizirane Organizacija združenih narodov (OZN) ter takratne vlade nekaterih držav, predvsem Združenih držav Amerike, Združenega kraljestva, Francije in Belgije.

## Politično ozadje

### Ruanda kot kolonija
V drugi polovici 19. stoletja je bila Ruanda sprva nemški protektorat, pozneje pa je bila priključena Nemški vzhodni Afriki. Z Versajsko mirovno pogodbo je kolonija prešla pod okrilje Belgije. Pred prihodom kolonialistov sta obe etnični skupini, tj. Hutujci in Tutsiji, živeli v razmeroma dobrih odnosih, ki so se poslabšali predvsem z ukrepi belgijskih kolonialistov, ki so uvedli osebne izkaznice na podlagi etnične pripadnosti in vso oblast zaupali manjšinskim Tutsijem. Belgijska kolonialna uprava se tako ni zmenila za zapletene odnose med skupinama, s čimer so povzročile razdor v političnem in družbenem sistemu, ki se je razplamtel predvsem po drugi svetovni vojni, ko je belgijska vlada podprla Hutujce med ruandsko revolucijo v letih 1959–1961.

### Ruandska državljanska vojna
Genocid je bil izvršen med Ruandsko državljansko vojno, ki se je začela leta 1990 med takratno ruandsko vlado, vodeno s strani Hutujcev, ter Domoljubno fronto Ruande (RPF), sestavljeno v glavnem iz Tutsijev, ki so prebežali v Ugando zaradi valov nasilja Hutujcev. Mednarodni pritisk na hutujsko vlado je sicer začasno pripomogel k ustavitvi bojev med sprtima stranema, mirovni načrt pa je tudi predvideval implementacijo mirovne pogodbe iz Arushe, po kateri bi bila vlada sestavljena tako iz hutujskih vrst kot tudi iz vodilnih pripadnikov RPF-a. Načrtovano pogodbo so mnogi konservativni Hutujci, vključno s pripadniku Akuzu, zavračali zaradi vključitve Tutsijev v vlado. Vojaške akcije RPF-a so bile izrabljene za krepitev t. i. ideologije »hutujske moči«, ki je RPF obravnavala kot sovražno silo s ciljem ponovne vzpostavitve tutsijevske monarhije in zasužnjenja Hutujcev.

## Izvršitev genocida
6. aprila 1994 je bilo letalo, na katerem sta bila ruandski predsednik Juvénal Habyarimana in burundski predsednik Cyprien Ntaryamira, sestreljeno, kar je bil povod za genocid. Sledeči dan so pripadniki vojske, žandarmerije in milic pobili ključne voditelje Tutsijev in zmernih Hutujcev ter vzpostavile nadzorne točke in barikade, kjer so preverjali etnično pripadnost na podlagi osebnih izkaznic; osebe s tutsijevskim poreklom so bile ubite na mestu. Omenjene oborožene skupine so novačile ali prisilile hutujske civiliste in jih oborožile z mačetami, palicami ter ostalim hladnim in strelnim orožjem. V naslednjih tednih so oboroženi Hutujci sistematično pobijali, pohabljali in posiljevali Tutsije ter uničevali in kradli njihovo lastnino. Ubiti so bili tudi vsi Hutujci, ki so bili domnevno povezani z zmernimi političnimi skupinami, so imeli novinarski poklic ali pa je bila njihova fizionomija bolj podobna Tutsijem.
Najpogostejša metoda mučenja je bilo sekanje rok in stopal. Pogoste so bile tudi druge oblike poniževanja in mučenja: žrtve so bile npr. pogosto prisiljene k uboju svojih zakoncev in otrok ter h kanibalizmu, otroci so bili pretepeni pred očmi staršev, sorodniki so bili prisiljeni k incestom. Oboroženi Hutujci so večje skupine ljudi nagnali v stavbo, ki so jo zažgali ali pa so uporabili ročne granate. Dovoljeni niso bili niti dostojni pokopi: nekatera trupla so bila vržena v reke, jezera ali skupinske grobove, druga pa so nakopičili ob cestah ali pa so jih pustili na mestu zločina.
Med genocidom je bilo posiljenih okoli pol milijona žensk, zaradi česar je močno porasla razširjenost oz. prevalenca okužb z virusom HIV. Posiljene so bile tudi vse Hutujke, poročene s Tutsiji, in tiste Hutujke, ki so skrivale Tutsije pred preganjanjem. Nemalokrat so posiljevalci po zločinu iznakazili oz. pohabili spolovilo s hladnim orožjem, vrelo vodo ali kislino. Moški so bili poredko žrtve posilstva; pogostejša so bila iznakaženja zunanjega spolovila ter kastracija.
Prekinitev mirovnega dogovora je sprožila ofenzivo RPF-a, ki je naglo napredovala na severnem delu države. Z zavzetjem prestolnice Kigali ter ostalega severnega dela države sredi julija je RPF končal genocidni pokol.

## Kritika mednarodnega odziva
Organizacija združenih narodov (OZN) ter takratne vlade nekaterih držav, predvsem Združenih držav Amerike, Združenega kraljestva, Francije in Belgije, so bile močno kritizirane zaradi neustreznega odziva na dogodek. Mednarodna skupnost, ki je bila v Ruandi prisotna pod okriljem Misije Združenih narodov za pomoč Ruandi (UNAMIR) navkljub poročilom, ki so jih pošiljali poveljniki UNAMIR-a Varnostnemu svetu OZN-a pred in med genocidnimi pokoli, ni odobrila nikakršnega posredovanja, konec aprila pa so število pripadnikov celo zmanjšali zaradi poboja 10 belgijskih vojakov, pripadnikov UNAMIR-a. Januarja leta 1994 je npr. neimenovani predstavnik ruandske vlade generalu Roméu Dallairu, takratnemu poveljniku UNAMIR-a, razkril masovno oboroževanje hutujskih milic in načrt iztrebljenja Tutsijev; Dallaire je zaprosil vodstvo OZN-a za vojaško posredovanje in uničenje skladišč orožja, ki pa so jo zavrnili. Nova Zelandija, ki je aprila 1994 predsedovala Varnostnemu svetu, je edina glasovala za okrepitev mirovnih sil in koncem aprila poskušala odložiti umik UNAMIR-a, kljub zadržkom ZDA in Združenega kraljestva.

### Vpletenost ZDA
Glede na poročilo iz Nacionalnega varnostnega arhiva je takratna vlada ZDA bistveno upočasnila mednarodni odziv zaradi naslednjih dejstev:
1. vlada ZDA je lobirala pri OZN-u za umik mirovnih sil v Ruandi aprila leta 1994;
2. državni sekretar Warren Christopher vladnim uradnikom ni dovolil uporabe izraza »genocid« vse do 21. maja 1994, pa tudi po tem so pretekli naslednji trije tedni, preden je bil izraz uporabljen tudi javno;
3. notranji birokratski boji so upočasnili odziv ZDA na splošno;
4. ZDA so zavrnile blokiranje radijskih postaj ekstremističnih hutujskih skupin (npr. Radio Télévision Libre des Mille Collines, RTLMC), ki so spodbujale pobijanje, zaradi finančnih stroškov in zadržkov glede določil mednarodnega prava;
5. določeni vladni uradniki so točno vedeli, katere so bile odgovorne vodje genocide in so jih celo neposredno nagovarjali k zaustavitvi nasilja, vendar konkretnih dejanj niso storile.

Poročilo tudi navaja, da vlada ZDA ni želela storiti ponovnega poloma, kot ga je v intervenciji med somalijsko državljansko vojno leta 1993, poleg tega pa »zaradi strateške nepomembnosti in odsotnosti pomembnih naravnih bogastev ni bilo nobenega interesa za posredovanje«. Takratni predsednik Bill Clinton je slabo desetletje zatem sicer priznal, da je neustrezen odziv vlade ZDA na dogodek »eden od njegovih največjih neuspehov v zunanji politiki /.../ Ne mislim, da bi lahko popolnoma zaustavili nasilje, vendar pa bi ga lahko močno omejili. In to obžalujem.«

### Vpletenost Francije
Francija je bila dolgoletni zaveznik ruandskega predsednika Habyarimana. Leta 1990, ko je RPF sprožila ofenzivo, je takratni predsednik Francije François Mitterrand odobril vojaški poseg, ki bi zaščitil francoske privilegije. Mitterrand je RPF obravnaval kot »anglofonsko zaroto, ki bi Ruando spremenila v angleško govorečo pokrajino s Tutsiji na čelu, s čimer bi se izničilo francoski vpliv«. Tako je Francija napotila več sto vojakov, ki so podprli režim v boju proti RPF. Večina vojaške odprave je državo zapustila decembra leta 1993, do aprila leta 1994 pa je ostalo več vojaških svetovalcev, ki so urili poveljnike ruandske žandarmerije in vojske ter pripadnike predsedniške garde, svetovali režimu pri boju proti RPF-u ter urejali dotok opreme in orožja ruandski vojski. Francoska vlada je dejanja upravičila z »zaščito nacionalnih interesov in legitimnega režima pred zunanjo agresijo«.
V prvih dneh genocida je Francija sprožila vojaško operacijo Amaryllis, katere namen je bil evakuirati francoske izseljence iz Ruande. Francoski zgodovinar Gérard Prunier je operacijo označil kot »sramoto«, saj so francoske in belgijske sile v glavnem zavrnile reševanje in evakuacijo Tutsijev, vključno z zakonci izseljencev, ki so bili tega porekla. Med operacijo so zaprli tudi francosko veleposlaništvo v Kigaliju in pri tem uničili vse dokumente, ki so vsebovali podatke o povezavi s hutujskim režimom.
Koncem junija je Francija sprožila operacijo Turquoise pod mandatom OZN-a, katere namen je bil ustanovitev humanitarnih območij za begunce in ogrožene osebe; območje se je raztezalo v obliki trikotnika med mesti Cyangugu, Kibuye in Gikongoro. Radio France International je poročal o približno 15.000 rešenih civilistov, vendar so mnogi Ruandci glede na pozen odziv, ki je sovpadal s koncem genocida in vzponom RPF-a, tolmačili operacijo kot reševalno akcijo, s katero so zaščitili predvsem Hutujce, vključno s tistimi, ki so sodelovali pri genocidu.
V zvezi z vpletenostjo Francije v dogodke je bilo opravljenih več preiskav. Leta 1998 je bila na pobudo časnika Le Figaro in bivšega predsednika nevladne organizacije Survie ustanovljena Francoska parlamentarna komisija za Ruando, ki je Francijo v poročilu obtožila neustreznega odziva in napačne presoje dogodkov, vendar zavrnila neposredno odgovornost Francije za genocid. Leta 2006 je ruandska vlada sprožila lastno preiskavo in v poročilu leta 2008 obtožila francosko vlado urjenja pripadnikov hutujskih milic pred genocidom in neukrepanja navkljub poročilom o načrtovanju genocida; med obtoženimi je bilo 33 visokih vojaških in vladnih predstavnikov, kot so takratni predsednik Mitterrand, premier Dominique de Villepin in zunanji minister Alain Juppé.

## Postgenocidno dogajanje

### Mednarodno kazensko sodišče za Ruando
Varnostni svet OZN-a je novembra leta 1994 po resoluciji 955 ustanovil Mednarodno kazensko sodišče za Ruando (ICTR) za sojenje osebam, odgovornim za ruandski genocid in ostale hujše zločine, storjene na območju Ruande ali proti ruandski državljanom v sosednjih državah med 1. januarjem in 31. decembrom 1994. Do 18. decembra 2014 je sodišče obsodilo 90 oseb zaradi genocidnih dejanj, vojnih zločinov in zločinov proti človeštva, med njimi načelnika štaba ruandske vojske Augustin Bizimungu, vodjo milice Interahamwe Georges Rutaganda, vodjo milice Impuzamugambi Jean-Bosco Barayagwiza, novinarja in glavnega urednika propagandnega časnika Kangura Hassan Ngeze ter vodji propagandne radijske postaje RTLMC Jean-Bosco Barayagwiza in Ferdinand Nahimana.

### Kongovski vojni
Zmaga RPF-a in vzpostavitev nove vlade je povzročila prebeg mnogih Hutujcev v sosednje države, predvsem v vzhodne dele Zaira (danes Demokratična republika Kongo), kjer so se hutujske milice ponovno začele združevati v begunskih taboriščih. Zaradi strahu pred novim genocidom je RPF sprožila ofenzive ter mobilizacije Tutsijev v Zairu, ki so povzročile prvo ter drugo kongovsko vojno; slednja je zahtevala več kot 5 milijonov življenj, zaradi česar je označena kot najbolj krvavi spopad po drugi svetovni vojni.

## Genocid v množičnih medijih
Ruandski genocid je predstavljen v mnogih filmih, kot so Hotel Ruanda (kateri opisuje zgodbo Paula Rusesabagine, t. i. afriškega Schindlerja, ki je rešil več kot 1.200 Tutsijev pred gotovo smrtjo), Shake Hands with the Devil in A Sunday in Kigali.